# Ophel

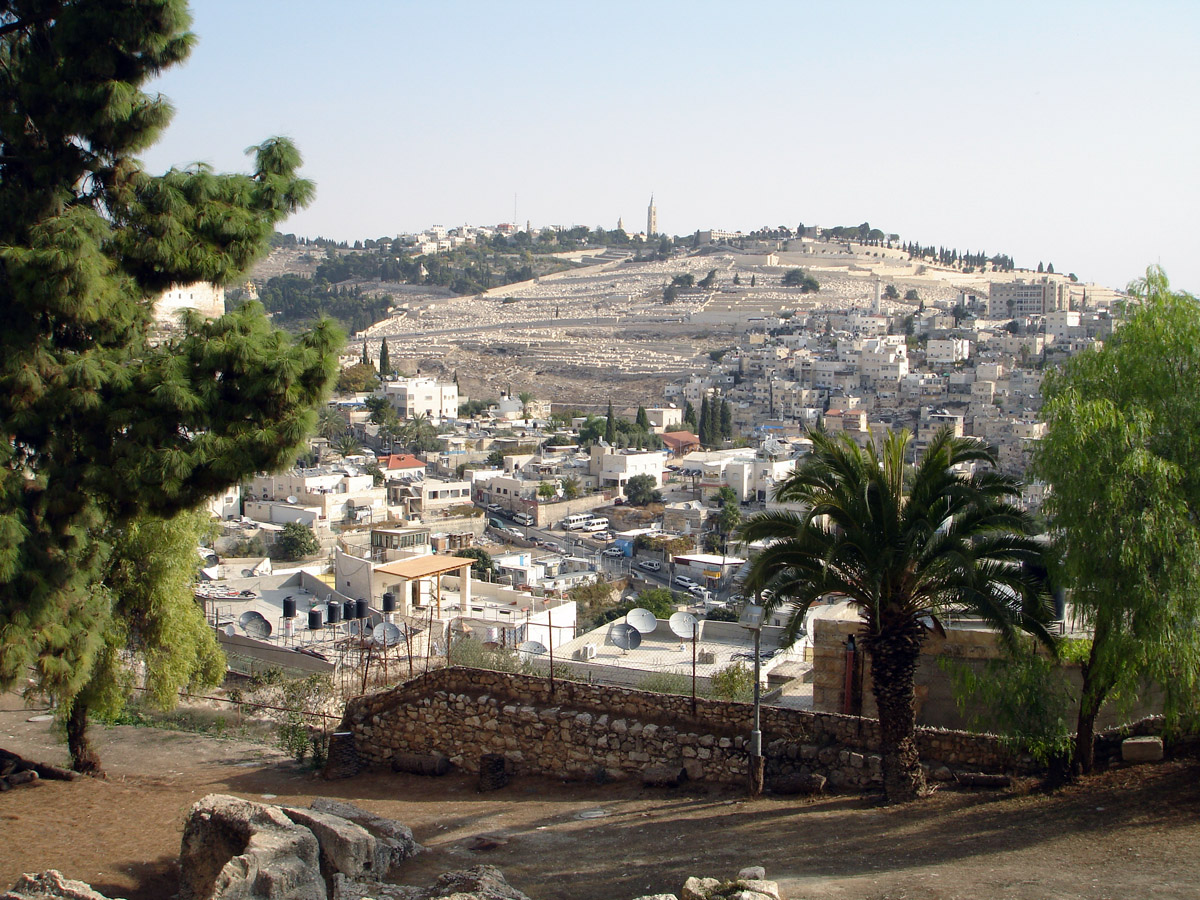
L'Ophel e, sullo sfondo, il Monte degli Ulivi

L'Ophel è una collina a nord del monte Sion, il nucleo originario della città di Gerusalemme.
L'Ophel appartiene a un unico rilievo a forma di clava con asse nord-sud, la cui parte più grossa e alta (750 m s.l.m.) è rivolta a nord. È individuato dalla valle del Cedron sul lato est, e dalla valle centrale del Tyropoeon a ovest. Sion è la parte più bassa, il manico di questa clava, e qui fu fondato il nucleo originario della città.
L'Ophel, spesso chiamato "Sion" per estensione del termine, è il nome dato al pendio che sale da Sion alla spianata superiore, il monte Moriah, dov'è la spianata del Tempio, attualmente occupata dalla moschea di Omar.
Il nome ophel significa "tumulo", "mucchio", probabilmente a ragione della natura rocciosa. 
Sebbene l'Ophel fosse circondato da mura ai tempi di re Davide, attualmente, si trova a sud, al di fuori della cerchia di mura che individuano la cosiddetta città vecchia.